# Sépeaux
Sépeaux là một xã của Pháp,tọa lạc ở tỉnh Yonne trong vùng Bourgogne. Nằm ở giữa Saint-Romain-le-Preux và Precy-S/Vrin, xã này ở bên hai tuyến xa lộ D943 và l'A6. Diện tích là 19,91 ki-lô-mét vuông, dân số năm 1999 là 385 người (dân số không tính trùng).

## Thông tin nhân khẩu
| Năm | 1962 | 1968 | 1975 | 1982 | 1990 | 1999 |
| --- | ---- | ---- | ---- | ---- | ---- | ---- |
| Dân số | 322  | 377  | 395  | 405  | 345  | 385  |
| From the year 1962 on: No double counting—residents of multiple communes (e.g. students and military personnel) are counted only once. |      |      |      |      |      |      |